# Леонард Маху
Леонард «Лео» Маху (нім. Leonhard Machu, 30 вересня 1909 — 31 жовтня 1967) — австрійський футболіст, що грав на позиції лівого півзахисника. Виступав за клуби «Ферст Вієнна», а також національну збірну Австрії.
У складі «Вієнни» володар Кубка Мітропи 1931, дворазовий чемпіон Австрії і триразовий володар Кубка Австрії.

## Клубна кар'єра
У складі «Ферст Вієнни» виступав з 1928 по 1940 рік. Грав переважно на позиції лівого півзахисника, при потребі міг зіграти лівого крайнього нападника. Розпочав виступи у першій команді під час сезону 1928-29. Того року «Вієнна» вперше у своїй історії здобула кубок Австрії. У вирішальній грі команда перемогла «Рапід» з рахунком 3:2. Завдяки перемозі у кубку Австрії, клуб дебютував у кубку Мітропи влітку 1929 року. В чвертьфіналі «Вієнна» перемогла чемпіона Угорщини «Хунгарію» (4:1 і 1:0), але уже з Антоном у півфіналі поступилась чемпіону Чехословаччини «Славії» — 3:2, 2:4.
У 1930 році «Вієнна» посіла третє місце у чемпіонаті і вдруге поспіль перемогла у національному кубку. У фінальній грі Маху не грав, хоча грав в усіх попередніх матчах, а у півфіналі проти «Рапіду» (4:0) був вилучений з поля на 57-й хвилині. Як володар кубка країни 1930 року, «Вієнна» взяла участь у двох міжнародних турнірах. Спочатку клуб зіграв у Кубку Націй, міжнародному турнірі, що відбувся влітку 1930 року в Женеві, організований місцевою командою «Серветт». Участь у Кубку Націй узяли діючі чемпіони або володарі кубків своїх країн, за винятком Іспанії. «Вієнна» перемогла швейцарський «Серветт» (7:0) і німецький «Фюрт» (7:1), у півфіналі поступилась чемпіону Чехословаччини «Славії» (1:3), а у матчі за третє місце вдруге переграла «Серветт» з рахунком 5:1. В липні також зіграв у кубку Мітропи, де його команда у першому раунді поступилась чехословацькій «Спарті» (1:2, 2:3).
У сезоні 1930/1931 «Вієнна» вперше у своїй історії завоювала титул чемпіона Австрії. Клуб на два очка випередив «Адміру» і на три «Рапід». На рахунку Маху у тому сезоні участь в дев'яти матчах чемпіонату (з 18 можливих), у яких він забив 3 голи. Основу «Ферст Вієнни» складали: воротар Карл Горешовський, захисники Карл Райнер і Йозеф Блум, півзахисники Леопольд Гофманн, Віллібальд Шмаус, Отто Каллер і Леонард Маху, нападники Антон Брозенбауер, Йозеф Адельбрехт, Фрідріх Гшвайдль, Густав Тегель, Леопольд Марат і Франц Ердль.
Переможно виступила команда у кубку Мітропи 1931 року. Клуб завершив змагання зі стовідсотковим показником у вигляді шести перемог у шести матчах. В чвертьфіналі «Вієнна» перемогла угорський «Бочкаї» (3:0 і 4:0). У півфінальних матчах клуб двічі переміг італійську «Рому» 3:2 і 3:1 без участі Леонарда. У фіналі кубка зійшли дві австрійських команди — чемпіон країни «Ферст Вієнна» і володар кубка ВАК, у складі якого виступав найсильніший австрійський воротар того часу Рудольф Гіден, а також інші австрійські зірки — Карл Сеста, Георг Браун, Гайнріх Мюллер та інші. Маху повернувся в склад, граючи у півзахисті з Шмаусом і Гофманном. У домашній грі «Вієнна» вирвала перемогу з рахунком 3:2 після автоголу захисника ВАКу Йоганна Бехера на 87-й хвилині гри. У матчі-відповіді команда Блума вдруге переграла суперника з рахунком 2:1 завдяки дублю у першому таймі нападника Франца Ердля.
Чемпіонат 1931/32 «Вієнна» завершила на другому місці, пропустивши вперед себе «Адміру». У кубку Мітропи клуб дістався півфіналу. В чвертьфіналі команда зустрічалась з угорським «Уйпештом». В першому матчі австрійці вдома перемогли 5:3, а матчі-відповіді досягнули прийнятного нічийного результату з рахунком 1:1. У півфіналі «Вієнна» зустрічалася з італійською «Болоньєю». Враховуючи те, що учасники другого півфіналу «Ювентус» (Турин) і «Славія» (Прага) були дискваліфіковані, переможець двобою між «Вієнною» і «Болоньєю» фактично ставав переможцем турніру. У першій грі в Італії господарі здобули перемогу з рахунком 2:0. У матч-відповіді у Відні нападник австрійців Франц Шенветтер відзначився голом на самому початку гри, але на більше команда не спромоглася, тому результат 1:0 на користь господарів приніс загальну перемогу італійській команді.
У сезоні 1932/33 «Ферст Вієнна» вдруге стала чемпіоном, а Маху зіграв в 20-ти матчах турніру, в яких забив 2 голи. У кубку Мітропи команда у першому раунді поступилась за сумою двох матчів італійській «Амброзіані-Інтер» (1:0, 0:4). У наступних сезонах Леонард стабільно виступав у основі клубу, з яким у чемпіонаті завоював «срібло» і ще дві «бронзи». Виступав у матчах кубка Мітропи 1935, 1936 (забив гол з пенальті у грі проти «Амброзіани-Інтер» у чвертьфіналі) і 1937 років.
В 1937 році втретє у кар'єрі завоював кубок Австрії. Брав участь в усіх п'яти матчах турніру в тому числі у фіналі проти команди Вінер Шпорт-Клуб (2:0).
Після приєднання Австрії до Німеччини грав у складі «Вієнни» в Гаулізі Остмарк. У 1939 році виступав у кубку Німеччини в грі проти «Герти» (2:3).
У 1940—1942 роках грав у команді «Ваккер». Зокрема, забив гол у матчі кубка Німеччини 1941 року проти «Аустрії» (2:6). В чемпіонаті того ж року забив у ворота команди «Пост» (Відень) (4:0).

## Виступи за збірну
23 березня 1930 року зіграв свій єдиний офіційний матч у складі національної збірної Австрії. У товариському поєдинку австрійці зіграли в нічию 2:2 зі збірною Чезословаччини. П'ять гравців «Вієнни» грали у цьому матчі, серед яких вся лінія півзахисту: Каллер — Гофманн — Маху, а також захисник Райнер і правий форвард Брозенбауер.
Також грав у складі збірної Відня. Враховуючи те, що всі найсильніші австрійські футболісти виступали у віденських клубах, збірна Відня була фактично тією ж збірною Австрії, тільки з більш розширеним списком гравців. І тренував команду той самий наставник — знаменитий Гуго Майсль. Зіграв у двох матчах 1933 року проти Праги (0:2) і Парижу (4:1). Також у 1934 році зіграв у складі збірної Австрія-Б у поєдинку проти збірної Італія-Б, що завершився поразкою з рахунком 0:2.
| Дата       | Місто | Господарі      | Результат | Гості   | Турнір           | Голи | Примітки |
| ---------- | ----- | -------------- | --------- | ------- | ---------------- | ---- | -------- |
| 23/03/1930 | Прага | Чехословаччина | 2 – 2     | Австрія | товариський матч | -    |          |
| Усього     |       | Матчів         | 1         |         | Голів            | 0    |          |

### Статистика виступів у кубку Мітропи
| №                      | Розіграш               | Стадія                 | Дата та місце проведення | Команда 1              | Рахунок | Команда 2              | Голи та інші дії |
| ---------------------- | ---------------------- | ---------------------- | ------------------------ | ---------------------- | ------- | ---------------------- | ---------------- |
| 1                      | 1929                   | 1/4                    | 23.06.1929 Будапешт      | Хунгарія (Будапешт)    | 1:4     | Ферст Вієнна           |                  |
| 2                      | 1929                   | 1/4                    | 07.07.1929 Відень        | Ферст Вієнна           | 1:0     | Хунгарія (Будапешт)    |                  |
| 3                      | 1929                   | 1/2                    | 18.08.1929 Відень        | Ферст Вієнна           | 3:2     | Славія (Прага)         |                  |
| 4                      | 1929                   | 1/2                    | 28.08.1929 Прага         | Славія (Прага)         | 4:2     | Ферст Вієнна           |                  |
| 5                      | 1930                   | 1/4                    | 12.07.1930 Прага         | Спарта (Прага)         | 2:1     | Ферст Вієнна           |                  |
| 6                      | 1930                   | 1/4                    | 19.07.1930 Відень        | Ферст Вієнна           | 2:3     | Спарта (Прага)         |                  |
| 7                      | 1931                   | 1/4                    | 27.06.1931 Відень        | Ферст Вієнна           | 3:0     | Бочкаї (Дебрецен)      |                  |
| 8                      | 1931                   | 1/4                    | 5.07.1931 Будапешт       | Бочкаї (Дебрецен)      | 0:4     | Ферст Вієнна           |                  |
| 9                      | 1931                   | фінал                  | 8.11.1931 Цюрих          | Ферст Вієнна           | 3:2     | ВАК                    |                  |
| 10                     | 1931                   | фінал                  | 12.11.1931 Відень        | ВАК                    | 1:2     | Ферст Вієнна           |                  |
| 11                     | 1932                   | 1/4                    | 29.06.1932 Будапешт      | Уйпешт (Будапешт)      | 1:1     | Ферст Вієнна           |                  |
| 12                     | 1932                   | 1/2                    | 17.07.1932 Відень        | Ферст Вієнна           | 1:0     | Болонья                |                  |
| 13                     | 1933                   | 1/4                    | 26.06.1933 Відень        | Ферст Вієнна           | 1:0     | Амброзіана-Інтер       |                  |
| 14                     | 1933                   | 1/4                    | 2.07.1933 Мілан          | Амброзіана-Інтер       | 4:0     | Ферст Вієнна           |                  |
| 15                     | 1935                   | 1/8                    | 18.06.1935 Відень        | Ферст Вієнна           | 1:1     | Спарта (Прага)         |                  |
| 16                     | 1936                   | 1/8                    | 20.06.1936 Будапешт      | Хунгарія (Будапешт)    | 0:2     | Ферст Вієнна           |                  |
| 17                     | 1936                   | 1/8                    | 28.06.1936 Відень        | Ферст Вієнна           | 5:1     | Хунгарія (Будапешт)    |                  |
| 18                     | 1936                   | 1/4                    | 5.07.1936 Відень         | Ферст Вієнна           | 2:0     | Амброзіана-Інтер       | 33' (пен.)       |
| 19                     | 1936                   | 1/4                    | 12.07.1936 Мілан         | Амброзіана-Інтер       | 4:1     | Ферст Вієнна           |                  |
| 20                     | 1937                   | 1/8                    | 13.06.1937 Відень        | Ферст Вієнна           | 2:1     | Янг Фелловз            |                  |
| 21                     | 1937                   | 1/8                    | 27.06.1937 Цюрих         | Янг Фелловз            | 1:0     | Ферст Вієнна           |                  |
| 22                     | 1937                   | 1/8 перегравання       | 29.06.1937 Цюрих         | Янг Фелловз            | 0:2     | Ферст Вієнна           |                  |
| 23                     | 1937                   | 1/4                    | 4.07.1937 Будапешт       | Ференцварош (Будапешт) | 2:1     | Ферст Вієнна           |                  |
| 24                     | 1937                   | 1/4                    | 11.07.1937 Відень        | Ферст Вієнна           | 1:0     | Ференцварош (Будапешт) |                  |
| 25                     | 1937                   | 1/4 перегравання       | 14.07.1937 Будапешт      | Ференцварош (Будапешт) | 2:1     | Ферст Вієнна           |                  |
| Всього у кубку Мітропи | Всього у кубку Мітропи | Всього у кубку Мітропи | Всього у кубку Мітропи   | Всього у кубку Мітропи | 25      |                        | 1                |

### Статистика виступів за збірну Відня
| № | Дата       | Місце проведення | Команда 1              | Рахунок | Команда 2        | Голи |
| - | ---------- | ---------------- | ---------------------- | ------- | ---------------- | ---- |
| 1 | 09.04.1933 | Прага            | Прага (Чехословаччина) | 2:0     | Відень (Австрія) |      |
| 2 | 01.11.1933 | Париж            | Париж (Франція)        | 1:4     | Відень (Австрія) |      |
| 3 | 11.02.1934 | Трієст           | Австрія-Б              | 6:0     | Італія-Б         |      |

## Титули і досягнення
| - Володар Кубка Мітропи (1): «Вієнна» (Відень): 1931 - Чемпіон Австрії (2): «Вієнна» (Відень): 1931, 1933 - Срібний призер чемпіонату Австрії (2): «Вієнна» (Відень): 1932, 1936 - Бронзовий призер чемпіонату Австрії (3): «Вієнна» (Відень): 1930, 1935, 1937 | - Володар Кубка Австрії (3): «Вієнна» (Відень): 1929, 1930, 1937 - Фіналіст Кубка Австрії (1): «Вієнна» (Відень): 1936 - Третє місце Кубка Націй (1): «Вієнна» (Відень): 1930 |